# 何新瑛
何新瑛（1978年—），湖南湘潭人，汉族，中华人民共和国政治人物、第十一届全国人民代表大会解放军代表。
毕业于中央党校法律专业。加入中共，担任海军陆战队女子两栖侦察大队指导员。2008年起担任全国人大代表。